# Tyson Wheeler
Tyson Aaron Wheeler (New Britain, 8 ottobre 1975) è un ex cestista e allenatore di pallacanestro statunitense, professionista nella NBA e in Europa.

## Carriera
È stato selezionato dai Toronto Raptors al secondo giro del Draft NBA 1998 (47ª scelta assoluta).

## Palmarès

### Squadra
- Supercoppa italiana: 1

Pall. Cantù: 2003
- Match des Champions: 1

Gravelines: 2005

### Individuale
- All-CBA Second Team (2003)
- Miglior passatore CBA (2003)